# Comment la guerre a commencé sur mon île
Pour plus de détails, voir Fiche technique et Distribution.
Comment la guerre a commencé sur mon île (Kako je poceo rat na mom otoku) est un film croate réalisé par Vinko Brešan, sorti en 1996.

## Synopsis
En septembre 1991, alors que la déclaration d’indépendance de la Croatie a été proclamé depuis plusieurs semaine, un homme arrive sur une île dalmate avec l'intention de faire sortir son fils, qui est conscrit dans une une caserne assiégée à la fois par la population local mais aussi la milice. La situation connait une escalade importante, forçant le commandant de l’armée yougoslave de tout faire sauter en cas d’assaut.   

## Fiche technique
- Titre original : Kako je poceo rat na mom otoku
- Titre français : Comment la guerre a commencé sur mon île
- Réalisation : Vinko Brešan
- Scénario : Vinko Brešan et Ivo Brešan
- Costumes : Vanda Ninic
- Photographie : Živko Zalar
- Montage : Sandra Botica
- Musique : Mate Matisic
- Pays d'origine :  Croatie
- Format : Couleurs - 35 mm
- Genre : comédie, guerre
- Durée : 97 minutes
- Date de sortie : 1996

## Distribution
- Vlatko Dulic : Blaz Gajski
- Ljubomir Kerekes : Aleksa Milosavljevic
- Ivan Brkic : Roko Papak
- Predrag 'Predjo' Vusovic : Murko Munita
- Bozidar Oreskovic : Boris Basic
- Ivica Vidovic : Dante
- Matija Prskalo : Lucija Milosavljevic
- Goran Navojec : Martin
- Senka Bulic : Spomenka
- Etta Bortolazzi : Baba
- Slobodan Milovanovic : Ridikul
- Leon Lucev : Zoran Gajski
- Rene Bitorajac : Vojnik Albanac
- Mladen Vulic : Scepanovic
- Goran Malus : Zoran

## Distinctions

### Récompenses
- Festival du film de Pula 1996 : Grande Arène d'or du meilleur film.
- Festival du film de Cottbus 1997 : grand prix du meilleur film.

### Sélection
- Festival international du film de Toronto 1997 : sélection en section Balkan Cinema: Home Truths.